# 독재관
독재관(獨裁官, 라틴어: dictator 딕타토르[*])은 로마 공화정 시대에 있었던 관직의 하나다.
로마 건국 초기부터 있었던 직책이나 상설직이 아닌 임시직이었다. 외적의 침략 등 비상시, 국론 일치를 위해 한 사람에게 모든 권한을 맡기어 극복토록 하였다. 임기는 6개월이었으며 두 명의 집정관 중 한 명이 임명하였다. 기원전 202년 포에니 전쟁 당시를 마지막으로 아무도 독재관에 취임하지 않았으나, 기원전 82년 내전에서 승리한 술라는 비상사태를 이유로 "공화국을 재건하는 독재관"에 임명되었다. 공화국 복구 개혁을 마친 술라는 독재관을 사임하고 정계에서 은퇴하였다. 기원전 44년 율리우스 카이사르는 기존의 독재관과 달리 임기가 무제한인 종신독재관에 취임하였다. 카이사르는 이 직책에 취임 후 이 직책을 통해 그가 왕이 되려 한다고 주장한 공화파에 암살당하였다.